# Menèstrat (pintor)
Menèstrat (en grec antic: Μένεστρατος, llatí: Menestrătus) fou un pintor de l'antiga Grècia que va viure al segle i, en temps de Neró. Apareix esmentat en un epigrama de Gai Lucili que parla de la seva obra que titulada Phaëthon, que diu que demanava foc com Deucalió demanava aigua.